# Santa Ana (Cartagena)
Santa Ana es una población y  diputación del municipio de Cartagena de la comunidad autónoma de Murcia en España. Se encuentra a 7 km del centro de la ciudad y está considerada como parte del Área Urbana Central y limita al norte con Los Médicos y Pozo Estrecho; al este con San Félix; al sur con El Plan; y al oeste con Miranda. En esta diputación, se encuentra en la actualidad uno de los pocos molinos de agua restaurados de la Comarca de Cartagena, conocido como el Molino de la Cerca1890.En Santa Ana residió en una finca durante temporadas el doctor Luis Calandre , quién da nombre al colegio del pueblo.

## Historia
Es preciso llegar al repartimiento del Campo de 1683 para testimoniar la existencia de un lugar con este nombre, un pago o grupo de casas vinculados a alguna explotación agrícola, Villa Rica Santa Ana y Palote que agrupa 31 habitantes. Más adelante en el reparto de sal del año 1715 figura Santa Ana con 42 vecinos, 168 habitantes y en otro estado de 1771 con 320. 
En 1847 entre las 20 diputaciones del término municipal, la de Santa Ana es una llanura de tierras blancas de 1ª, 2ª y 3ª calidad y algunas de riego de noria sacada el agua con caballerías, bastante viña y arbolado con varios olivos. En el padrón de ese mismo año, conservado en el Archivo Histórico municipal, en la diputación de Santa Ana 433 habitantes. 
En el año 1923 la diputación de Santa Ana es una de las 23 en que se divide el término municipal y cabecera del décimo distrito, que forma junto con las de Canteras, Los Médicos, Miranda y El Plan.  
La evolución demográfica en la segunda mitad de este siglo es claramente positiva, si bien se observa una atenuación a partir de la década de los ochenta, pues si bien en 1960 tiene 1.034 habitantes, 1.082 en 1970 y 1.346 en 1981, en 1991 tan sólo hay 1.351. 
En el padrón municipal de 1996 la diputación de Santa Ana se articula en cuatro entidades singulares, Molino Derribado, los Piñuelas, Santa Ana y Los Ventorrillos, que albergan una población de 1.410 habitantes. 
Según el censo efectuado por la Policía Municipal el 1 de agosto de 1956 en esta diputación funcionaba un molino de sacar agua y de otros tres sólo existía la torre. Recientemente se ha llevado a cabo la reconstrucción del molino de agua de Pedro Conesa situado en la finca La Cerca. 
En las inmediaciones de esta diputación desarrollan muy interesantes actividades el Círculo Ecuestre Sotomayor y La Huertecica, esta última conocida por sus trabajos benéficos.

## Demografía
El padrón municipal de 2016 asigna a la diputación 2.507 habitantes (135 extranjeros), repartidos en los siguientes núcleos de población conurbados entre sí y con otros barrios de la ciudad: Los Piñuelas (712); Los Piñuelas (diseminado) (29); Los Ventorrillos (557); Los Ventorrillos (diseminado) (5); Molino Derribado (126); Molino Derribado (diseminado) (24); Santa Ana (906); Santa Ana (diseminado) (148).

## Festividades
Las fiestas de esta diputación se desarrollan en el mes de julio de cada año , normalmente suelen durar unos 9 días. Las fiestas de Santa Ana Pueblo 2017 transcurrieron del 21 al 30 de julio.
Además, en la localidad de Molino Derribado tiene lugar el Festival de la Canción Española del 3 al 11 de agosto.